# Driss Dahak
Driss Dahak, né le 15 août 1939 à Ksar El Kébir, est un juriste, magistrat, homme politique et diplomate marocain. Il a été nommé secrétaire général du gouvernement El Fassi en remplacement de Abdessadek Rabiî mort le 12 août 2008. Il a été reconduit dans son poste le 3 janvier 2012 lors de la formation du gouvernement Benkirane.

## Parcours universitaire
Il est docteur en droit de l'université de Nice (1984), titulaire d'une licence de l'université de Bagdad et titulaire de diplômes supérieurs de droit aérien, maritime et des assurances de l'université libre de Bruxelles.

## Parcours politique
Au cours de sa carrière, il a occupé plusieurs postes dans les tribunaux marocains. Il a notamment été substitut du procureur du roi près le tribunal de Nador, juge d'instruction à Tanger, substitut du procureur général près la cour d'appel de Tanger, procureur du roi près le tribunal de Tétouan, de Tanger, et puis d'El Jadida. Il a également été conseiller à la cour d'appel de Rabat, conseiller à la Cour suprême, détaché au ministère de la Justice et directeur de l'Institut national d'études judiciaires.
De 1989 à 1994, il est ambassadeur du Maroc en Syrie.
Avant sa nomination au poste de secrétaire général, il a été premier président de la Cour suprême du Maroc et président du Conseil consultatif des droits de l'homme.

## Décorations et distinctions
- Le 23 juillet 2008, il a été décoré commandeur de l'ordre du Trône à Fès par le roi Mohammed VI ;
- Il est membre résidant de l'Académie du royaume du Maroc[2].